# Sibirisk aster
Sibirisk aster (Eurybia sibirica) är en perenn örtväxt som förekommer i nordvästra Nordamerika och i norra Eurasien, från Skandinavien till Kanada. Den återfinns främst i öppna områden i subarktisk skogsmark, men även i en mängd andra biotoper. Till sin morfologi påminner den om Eurybia merita med vilken den har ett litet överlappande utbredningsområde på gränsen mellan USA och Kanada, där E. sibirica vanligtvis återfinns på högre höjder än E. merita.
En synonym till den sibiriska asterna är den för Skandinavien beskrivna Aursundsastern (Aster subintegerrimus) som kategoriserade som en mycket sällsynt växt, endast känd från trakten av Røros i östra Norge. När den först hittades 1897 vid sjön Aursunden strax nordost om Røros av den norska botanisten fru Thekla Resvoll. Professor Axel Blytt i Kristiania bestämdes den till Aster sibiricus L.. År 1915 hittades samma växt på några andra ställen vid samma sjö. Den väckte igen stort intresse och undersöktes närmare av fru Resvoll och professor C. H. Ostenfeld i Köpenhamn. Den förra har beskrivit växlokalerna och växsättet, den senare har undersökt artkaraktärerna och funnit, att växtens rätta namn bör, åtminstone tills vidare, fastställde den till Aster subintegerrimus. 